# Воскресение (партия)
Христианско-демократическая партия «Воскресение» — политическая партия, созданная по инициативе лидера евангельских христиан России И. С. Проханова в 1917 году. Просуществовала менее 1 года.

## Исторический контекст
Партия «Воскресение» создавалась в марте 1917 года — сразу вслед за Февральской революцией и падением российской монархии. К этому времени российские баптисты, евангельские христиане и меннониты уже имели опыт создания в 1905 году собственной политической партии «Союз свободы, истины и мира». Правда, каких-либо особых успехов в политике она не добилась, не просуществовав и года.
По своей политической программе партия «Союз свободы, истины и мира» была близка к кадетам (то есть выступала в поддержку монархии, ограниченной конституцией). После падения монархии лидеры евангельского движения выступили в поддержку Временного правительства. В результате, как писал российский религиовед Л. Н. Митрохин, в советской религиоведческой литературе можно было встретить утверждения о том, что евангельские верующие отказались от поддержки самодержавия, ввиду его обречённости. На самом деле ситуация была прямо противоположной: как писал Митрохин, «баптистские лидеры получили возможность отказаться от вынужденных заявлений в пользу самодержавия».

## Позиция баптистов
На этот раз баптисты отказались от партийного строительства, однако выразили свои политические взгляды. В частности, 3 апреля М. Д. Тимошенко и П. В. Павлов (сын председателя Союза русских баптистов В. Г. Павлова) выступили с разъяснениями по этому вопросу в Большой аудитории московского Политехнического музея, После чего П. В. Павлов опубликовал статью «Политические требования баптистов» в журнале «Слово Истины».

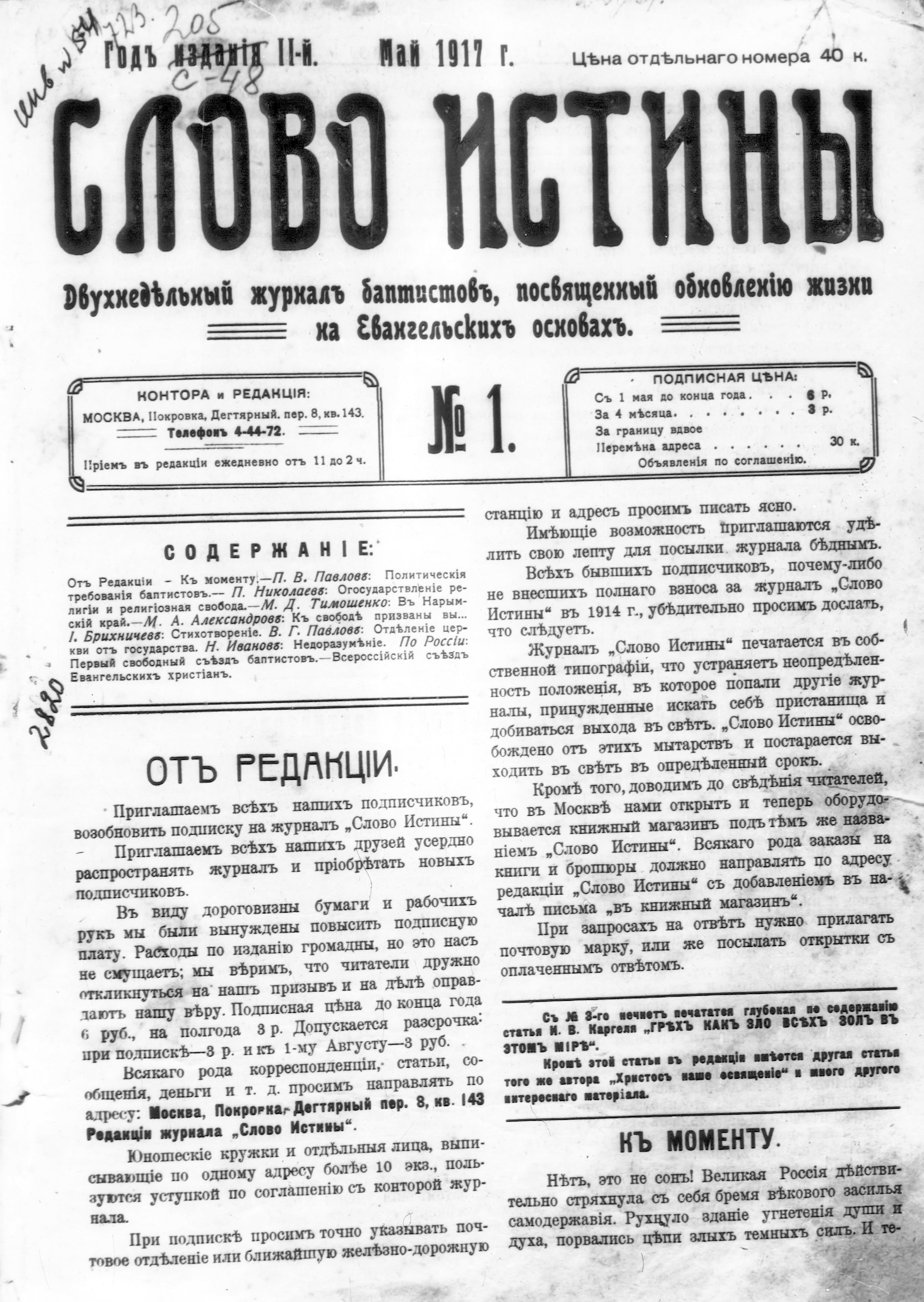
Первая полоса баптистского журнала «Слово Истины»(№ 1 1917 год) с изложением политической позиции баптистов

«Баптисты стремятся к социализму, но не захватному, построенному на объявлении чужой собственности своей, но учат тому, что нужно достигнуть такого нравственного совершенства, чтобы ничего земного не считать своим в смысле готовности разделить всё со своим ближним», — говорилось в этой статье. Далее излагались собственно требования:
Политические
1. Учреждение демократической республики с одной палатой
2. Свобода собраний, союзов, слова и печати
3. Отделение церкви от государства
4. Государственная регистрация брака
5. Отмена смертной казни навсегда
6. Неприкосновенность личности и жилища
7. Равноправие граждан без различия веры и национальности
Религиозные
8. Свобода богослужений и проповеди для всех религиозных убеждений, не противных общей морали и не отрицающих государство
9. Отмена законов, карающих преступления против религии
10. Признание законности браков и рождений, не записанных ни в какие метрические книги и внесение их в таковые на основании показания не менее 2-х свидетелей, а не через окружные суды
11. Свобода перехода из одного вероисповедания в другое без всякого ограничения, хотя бы и с 12-летнего возраста
12. Права юридических лиц для религиозных общин и союзов общин
В одном из следующих номеров «Слова Истины» читателям сначала был задан вопрос: «могут ли верующие состоять членами партий социалистов-революционеров, социал-демократов и др. политических организаций и не противоречит ли всё это духу и учению Слова Божия?» В следующих номерах публиковались ответы верующих, причём мнения были совершенно разные: от допустимости членства в социалистических партиях до полного отказа от какой-либо политической деятельности.

## Создание партии
Лидер евангельских христиан И. С. Проханов чувствовал себя свободней баптистов и решил, как в 1905 году, вновь попробовать себя в партстроительстве. Решение о создании партии «Воскресение» было принято в Петрограде 17 марта 1917 года (то есть ещё до выступлений баптистов с политическими заявлениями) в кругу Проханова и его единомышленников (22 человека). Тогда же была разработана партийная программа и избран Центральный комитет в составе председателя (И. С. Проханова), его товарищей, казначея, двух секретарей и пяти членов.
Программа партии была опубликована в газете «Утренняя звезда» (№ 1 1917 год). Она предусматривала «самое широкое социально-экономическое законодательство на основе полной справедливости к трудящимся классам». для крестьян предполагалось «проведение принципа трудового надела, отчуждение в пользу народа удельных, монастырских и майоратных земель» за компенсацию, определяемую «законодательными учреждениями». Рабочим предоставлялась «свобода стачек», а также внимательное отношение к мирному урегулированию конфликтов с работодателями, а также «упрочение 8-часового рабочего дня». Стремящимся к эмансипации россиянкам сулили «равноправие женщин», молодёжи — требование «всеобщего обучения». В программе декларировалось стремление «к прочному международному миру» после победы Антанты и «объединению всех государств в один „Всемирный союз государств“ с надлежащими органами для регулирования всемирной жизни». В разделе, посвященном Русской православной церкви предлагался курс на «демократизацию церкви», обеспечения свободы совести, веротерпимости и свободы слова. Речь шла деклерикализации и ликвидации принципа «государственной церкви», однако речь об этом шла в спокойных тонах, с акцентом на «примирительные» методы, а не жёсткое правовое регулирование.
Как отмечает Л. Н. Митрохин, «это была отчётливо ориентированная на Запад и буржуазное реформаторство программа, но без элементов шоковой терапии и забвения „державно-патриотических“ установок и интересов. Она определённо свидетельствует о несомненной одарённости И. С. Проханова, которому удалось выдвинуть платформу, максимально привлекательную для различных слоёв и сил».

## Неудача на съезде
Вопрос о партии обсуждался на 4-м съезде евангельских христиан, проходившем в Петрограде 17-25 мая 1917 года. На съезд собралось более 100 делегатов, также были гости — представители Союза русских баптистов. Председателем съезда был избран Проханов.
После обсуждения вопроса, была принята резолюция: «Съезд находит нежелательным, чтобы общины были увлечены политикой, но с другой стороны Съезд приветствует образование христиано-демократической партии, как частное начинание некоторых членов Союза, поставившее своей целью всемирное устройство государственной жизни народов, в соответствии с высочайшими христианскими идеалами. Участие в партии есть личное дело совести каждого и исполнения государственного долга».

## В дальнейшем
В дальнейшем партийцы занимались религиозно-правозащитной деятельностью и распространением идей демократизации государства и церкви. Проханов от участия в политике не отказался.
Так, 14 августа 1917 года Проханов был приглашён на Государственное совещание в Москве. Выступая перед его делегатами он сказал:«До дней революции у нас в России было два освободительных движения: одно — чисто политическое, а другое — чисто религиозное. Политическое движение завершилось революцией, а религиозное народное движение имеет своей целью достичь реформации, не в смысле приставления новой заплаты к ветхой одежде, а в смысле духовного возрождения народа и коренного преобразования церкви на началах Евангелия и по образцу церкви первых веков».
Вскоре партия приняла участие в выборах Государственной Думы по Санкт-Петербургскому району. Позднее Проханов вспоминал: 

Мы думали, что наши кандидаты не будут избраны. Но мы тем не менее хотели, чтобы люди познакомились с нашей духовной программой, с её направлением. Это была для нас хорошая возможность сделать заявление о себе и мы использовали эту возможность. Результаты были довольно удовлетворительные…

В результате выборов, которые последовали, большинство голосов были отданы партии кадетов (конституционные демократы) и большевикам. Наша группа христианских демократов с кандидатом И. С. Прохановым получила больше голосов, чем социал-демократическая партия (меньшевики) с их кандидатом Плехановым. При тех условиях результаты были лучшими, чем мы ожидали.— 

## В автобиографии Проханова
Спустя пятнадцать лет Проханов написал автобиографическую книгу «В котле России», где никак не упоминал историю с созданием партии. Более того, он дистанцировался от политики (упомянув, правда об участии в Государственном совещании Временного правительства и выборах Государственной думы):
«Хотя я был свидетелем развития революции и её экстраординарных политических событий, моё сознание было наполнено не политикой, а исключительно нашими религиозными вопросами. Вместе с моими соратниками мы провозгласили на одной из конференций лозунг: „Нет политике, да — Евангелию.“
Мы считали, что Евангелие было лучшим лекарством для всякого рода духовных болезней. Наш долг заключался в том, чтобы избавить большевиков и меньшевиков, мужчин и женщин от всех политических цепей с помощью веры в Иисуса Христа.
В соответствии с Евангельскими принципами евангельские христиане от всего сердца приветствовали всякую справедливость, содействующую свободе и благу всех людей. Но мы не могли принимать участие ни в какой политической партии, потому что их методы, основанные на ненависти и преследованиях противоречили христианским методам, базирующимся на любви и сострадании. Мы сделали наш главный выбор и были верны ему всегда».